# فرانسوا ماسبيرو
فرانسوا ماسبيرو (بالفرنسية: François Maspero)‏ كاتب ومترجم فرنسي ولد في 19 يناير 1932 بباريس وتوفي في 11 أبريل 2005 بنفس المدينة. كان كذلك ناشرا ومديرا لمجلات عدة.

## كتبه
- ابتسامة القط، رواية، 1984.
- شجرة التين، رواية، 1988.
- ركاب رواسي اكسبريس، 1990.
- باريس نهاية العالم، 1992 نص ألبوم صور.
- شرف القديس ارنو، وقائع تاريخية، 1993.
- وقت الايطاليين قصة، 1994.
- الأسود شاطئ قصة، 1995.
- البلقان-ترانزيت، صور، وقائع رحلة، 1997. جائزة راديو فرنسا الدولي شهود من العالم.
- النحل والزنبور، 2002.
- ظل مصور. جيردا تارو، سيرة الذاتية، 2006.